# 上野晴朗
上野 晴朗（うえの はるお、1923年（大正12年） - 2011年（平成23年）12月2日）は、日本の郷土史家・作家。山梨郷土研究会会員。

## 略歴
山梨県東山梨郡日下部村七日市場（現在の山梨市）に生まれる。山梨県立図書館の司書として郷土資料室に勤務し、1951年（昭和26年）には甲州文庫（現在は山梨県立博物館に移管）の受け入れに携わる。
のち、学芸員として富士博物館に勤務し、山梨県文化財審議委員や山梨県自然環境保全審議員などを歴任する。また、山梨県内の市町村が刊行する自治体史については、1962年（昭和37年）刊行の『勝沼町誌』をはじめ、後に刊行された『南部町誌』、『一宮町誌』、『御坂町誌』、『八代町誌』及び『明野村誌』などの編纂・執筆に携わる。
青年期から文学を志、1967年（昭和42年）には山梨を離れて練馬区に転居し分筆生活に入る。
上野は歴史学、考古学、民俗学、文学など学問の諸分野を統合した総合的な郷土研究を行う。考古学では日下部遺跡や勝沼氏館跡の発掘調査に携わり、歴史学では古代から近現代に至る山梨県の通史を手がけたほか、それまで史料性を低く見られていた『甲陽軍鑑』を肯定的に評価し、武田勝頼や山本勘助など戦国期の武田氏に関する研究を行い、特に北巨摩に残る伝・山本勘助子孫の墓所や伝承を重視し、山本勘助の実在説を強く唱えた。民俗学では道祖神や民俗芸能、民具研究や郷土玩具であるかなかんぶつ（おかぶと）の研究などを行った。
山梨郷土研究会では、戦後に再開された県内各地の実地調査を行う「甲州夏草道中」に参加し、1953年8月の奈良田調査においては調査を主導し、民具の保存活動を行った。
1988年大河ドラマ『武田信玄』時代考証となる。
また、県立図書館の郷土資料室を拠点に山梨県内の多くの文人・郷土研究者と交流し、特に中島正行、飯田龍太、佐藤森三、野口二郎、飯田文彌、清雲俊元、小林是鋼、望月健男、萩原三雄、平山優らとの交流が知られる。
晩年は神奈川県茅ヶ崎市へ移る。2011年12月2日、前立腺癌のため88歳で死去。

## 上野晴朗収集資料
上野は長年にわたって歴史・民俗資料を収集した。2005年（平成17年）には山梨県立博物館が資料を一括購入し、一部の考古資料は寄贈された。
上野晴朗収集資料は考古438点、歴史2568点、民俗195点を数える。考古資料は七日子遺跡をはじめ県内各地の考古遺跡から出土した資料を中心とし、歴史資料は信玄堤絵図や明暦版『甲陽軍鑑』をはじめ古文書、古記録、古絵図、墨跡、近代産業関係資料が多く含まれる。
民俗資料はかなかんぶつ（おかぶと）などの郷土玩具や小正月行事に関する藁・木製品、信仰関係資料などが含まれる。

## 著作
- 『甲州風土記』NHKサービスセンター甲府支所、1967年
- 共著『山梨の百年』NHKサービスセンター甲府支所、1968年
- 『甲斐武田氏 戦国史叢書』新人物往来社、1972年
- 『やまなしの民俗』1972年・1973年
- 『山梨のワイン発達史』勝沼町役場、1977年
- 『定本武田勝頼』新人物往来社、1978年
- 『落日の武将 武田勝頼』山梨日日新聞社、1982年
- 『武田信玄に学ぶ』新人物往来社、1984年
- 『山本勘助』新人物往来社、1985年
- 『武田信玄-城と兵法-』新人物往来社、1986年
- 『武田信玄』潮出出版、1987年
- 『武田信玄-「風林火山」の帝王学-』プレジデント社、1988年
- 『信玄の妻-円光院三条夫人-』新人物往来社、1990年
- 共編『山本勘助のすべて』新人物往来社、2006年